# Gerbertus Grube
Gerbertus Grube (auch: Gerbertus dictus Grube * 13. Jahrhundert; † 14. Jahrhundert) war Bürgermeister der westfälischen Stadt Brilon von 1299 bis 1300.

## Leben
Gerbertus gehörte der Patrizierfamilie Grube an, die auch in Herford in führender Stellung nachgewiesen ist. Schon im Jahr 1283 wird Gerbertus als Ratsherr von Brilon (damals Brylon) unter Bürgermeister Wichmannus de Givelinchusen in zwei Urkunden erwähnt. Im Städtewesen der Zeit des Mittelalters hatte dies zur Voraussetzung, dass er das Bürgerrecht erworben haben musste und einer bedeutenden Zunft angehörte. Leider geben die noch heute erhaltenen Urkunden keinen weitreichenden Überblick über seine Aktivitäten in jener Zeit.
Gerbertus Grube war am 13. Mai 1299 zusammen mit Briloner Ratsherren an einer Vereinbarung zwischen dem Soester Dekan Gottfried, der auch gleichzeitig Pastor der Briloner Kirche und dortiger Obödientiar beteiligt. Gottfried erlaubte den Wiederaufbau der niedergebrannten Nikauskapelle in Brilon. Als Bedingung forderte er, dass der Pfarrer der Mutterkirche oder ein dauernder Vikar aus Brilon sie versehen sollte. Gerbertus Grube siegelte die entsprechende Urkunde zusammen mit den Ratsherren (consules) Gerhard gen. Goldenere, Gerlach de Hallenberg, Albert Sardo, Hermann gen. Jungelinc, Johannes de Lederike, Johannes de Monte Martis, Hermann Luscus und Hermann Wesceli. Es siegelten außerdem, der Soester Dekan, Pleban Werner als dauernder Vikar der Briloner Kirche, sowie die Stadt Brilon.
Im Bewusstsein aufkeimender Selbständigkeit hatte die Stadt sich zur Lebenszeit von Grube immer mehr zur Eigenständigkeit entwickelt. So wurde sie um 1276 Mitglied der Hanse. Bereits 1271 hatte sie von Engelbert II. von Falkenburg († 1274) ein Gerichtsrecht erhalten. Diese Voraussetzungen sorgten für einen prosperierenden Bevölkerungszuwachs. In jene Zeit fällt auch die Errichtung eines kolossalen Rathauses. Brilon war zu dieser Zeit auch in militärische Auseinandersetzungen involviert. Dazu wurden Schutzbündnisse mit anderen Städten geschlossen und zudem weitreichende Handelsbeziehungen aufgebaut.
Es ist aufgrund der differenzierenden Schreibweise der damaligen Zeit wahrscheinlich, dass der in den Urkunden angeführte Gerbodo Grube, der von 1300 bis 1306 Bürgermeister war, identisch ist mit Gerbertus. Obwohl seit der Verleihung des Stadtrechts an Brilon jährlich am 11. November Bürgermeisterwahlen stattfanden, wurden die meisten Amtsinhaber mehrmals wiedergewählt und übten ihre Funktion mehrere Jahre in Folge aus. Anscheinend hatte er auch Nachkommen. Wie es zur damaligen Zeit üblich war, wurden die erstgeborenen Söhne meist in die Stellungen der Väter eingesetzt. So taucht später ein Johannes Grube als Bürgermeister und Richter in den Briloner Akten auf.